# 447 Valentine
447 Valentine è un asteroide della fascia principale del sistema solare del diametro medio di circa 79,22 km. Scoperto nel 1899, presenta un'orbita caratterizzata da un semiasse maggiore pari a 2,9853025 UA e da un'eccentricità di 0,0389986, inclinata di 4,80121° rispetto all'eclittica.
Il suo nome è probabilmente dedicato a Valentine Noëmi von Rothschild, unica figlia del banchiere e benefattore Albert Salomon von Rothschild.